# Фонтиняси
Фонтиня́си — село в Україні, в Тячівському районі Закарпатській області. Входить до складу Нересницької сільської громади.

## Географія
На північно-східній стороні від села річка Поркулець впадає у Терешілку, праву притоку Тересви.

## Населення

### Мова
Розподіл населення за рідною мовою за даними перепису 2001 року:
| Мова       | Кількість | Відсоток |
| ---------- | --------- | -------- |
| українська | 654       | 99.85%   |
| російська  | 1         | 0.15%    |
| Усього     | 655       | 100%     |